# Berteștii de Sus - Gura Ialomiței

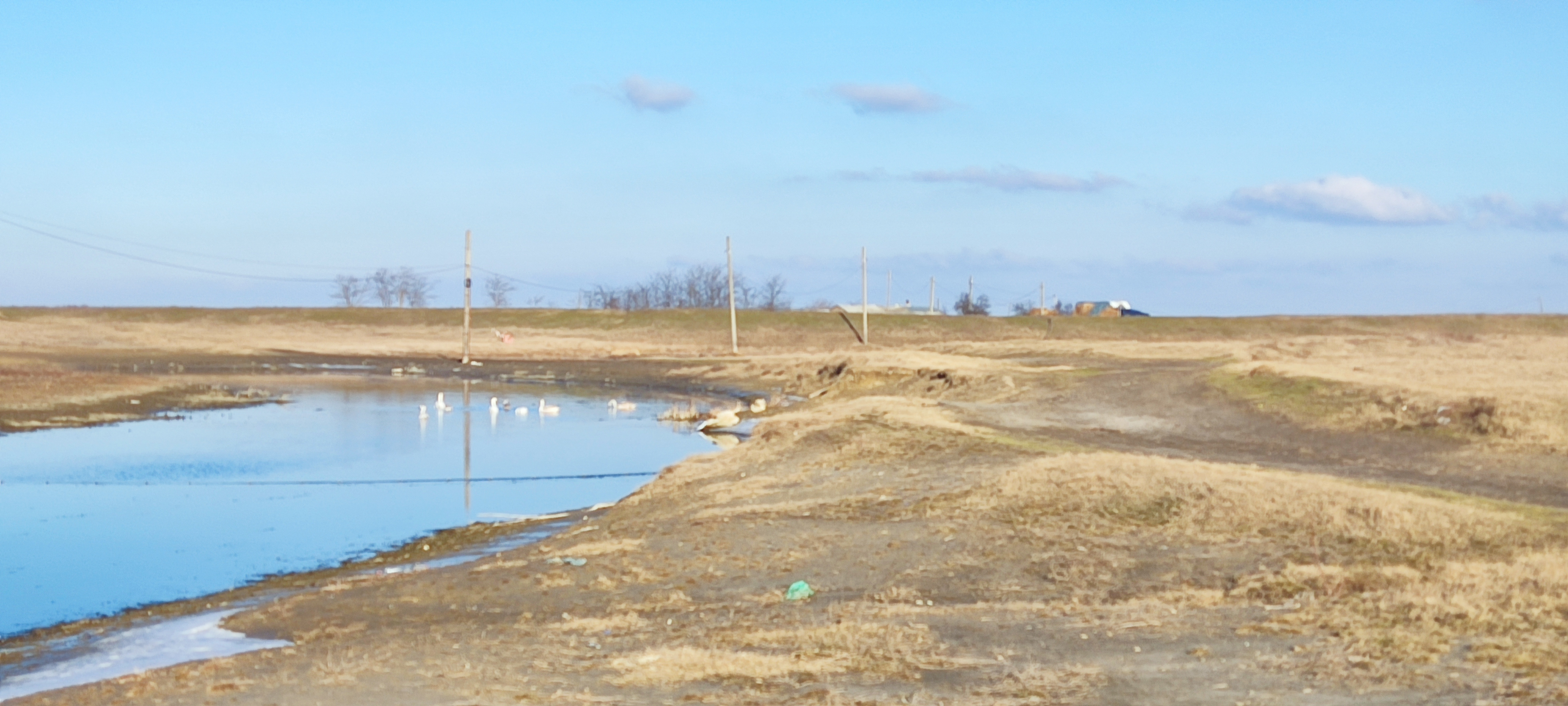
Râul Călmăţui

Berteștii de Sus - Gura Ialomiței este o zonă protejată (arie de protecție specială avifaunistică - SPA) situată în nord-estul României, pe teritoriile județelor Brăila (43%) și Ialomița (57%).

## Localizare
Aria naturală se întinde în extremitatea sud-estică a județului Brăila, pe teritoriile administrative ale comunelor: Berteștii de Jos, Victoria și pe cel al orașului Însurăței și în cea nord-estică a județului Ialomița, pe teritoriile comunelor: Giurgeni, Gura Ialomiței și Mihail Kogălniceanu. Situl este străbătut de drumul județean DJ211B care leagă satul Mihai Bravu de Berteștii de Jos.

## Înființare
Situl Berteștii de Sus - Gura Ialomiței a fost declarat arie de protecție specială avifaunistică prin Hotărârea  de Guvern nr. 971 din 5 octombrie 2011 (pentru modificarea și completarea Hotărârii Guvernului nr. 1.284/2007 privind declararea ariilor de protecție specială avifaunistică ca parte integrantă a rețelei ecologice europene Natura 2000 în România). Acesta se întinde pe o suprafață de 6.864,6 ha.

## Biodiversitate
Încadrat în bioregiunea geografică a Câmpiei Române, situl dispune de cinci tipuri de habitate naturale: Culturi cerealiere extensive (inclusiv culturile de rotație cu dezmiriștire), Păduri caducifoliate, Plantații de arbori și arbusti (inclusiv livezi, crânguri, vii),  Mlaștini, smârcuri și turbării și Alte terenuri arabile; ce asigură condiții prielnice de odihnă, hrănire și cuibărire pentru păsări acvatice în perioada migrației.
La baza desemnării sitului se află mai multe specii avifaunistice aflate pe lista roșie a IUCN și protejate la nivel european prin Directiva 79/409/CEE din 2 aprilie 1979 (privind conservarea păsărilor sălbatice); astfel: fâsă de câmp (Anthus campestris), șorecar mare (Buteo rufinus), pasărea ogorului (Burhinus oedicnemus), barză albă (Ciconia ciconia), erete de stuf (Circus aeruginosus), erete vânăt (Circus cyaneus), erete alb (Circus macrourus), erete cenușiu (Circus pygargus), dumbrăveancă (Coracias garrulus), ciocârlie cu degete scurte (Calandrella brachydactyla), presură de grădină (Emberiza hortulana), egretă mică (Egretta garzetta), vânturel de seară (Falco vespertinus), ciovlică roșcată (Glareola pratincola), piciorong (Himantopus himantopus), bătăuș (Philomachus pugnax), ciocîntors (Recurvirostra avosetta) și fluierarul de mlaștină (Tringa glareola).

## Căi de acces
- Drumul național DN21, pe ruta: Brăila - Albina - Valea Cânepii - Viziru. La ieșirea din satul Viziru se urmează (în stânga) drumul județean DJ211A, în direcția: Cuza Vodă (Stăncuța) - Spiru Haret - Berteștii de Jos (56 km)[9]